# 水银Hg
《水银Hg》是英国工作室Eiconic Games开发、UTV Ignition Games发行的益智—平台游戏。游戏于2011年发行，对应PlayStation 3和Xbox 360平台。本作是水银系列的第三款作品。玩家通过倾斜平台，在避免水银全部掉落的前提下，将台上的水银滴移至终点。玩家可将水银分割为多块，流过颜料场染色，再重新汇集水银让之变色。游戏还支持在线排榜、魔鬼竞速、切换关卡音乐等功能。评论对游戏的画面风格和关卡设计表示称赞，但批评其过于简单、要素单纯。

## 玩法
《水銀Hg》是一款益智—平臺遊戲。遊戲目標一如前作《水銀》和《水銀融化》：玩家通过傾斜平台，让台面上的水銀滴流到目终点。倾斜操作由手柄的左类比摇杆完成，此外PlayStation 3版游戏还可用六轴传感器操控。右类比摇杆可移动镜头，方向键可切换音乐。
玩家可利用平台的尖锐处将水银切分为多块。除让多块水银重新接触外，玩家也可以按键立即聚合水银；惟后者需消耗玩家数秒时间。水银滴流过颜料场或与他色水银聚合时，将会重新染色。一些通路仅限特定颜色的水银通过，水银颜色不符时将会遭到阻挡。
本体游戏和扩展内容（DLC）合计有120关，他们按元素周期表中排列的化学元素来命名。因元素周期表中只有118个元素，故最后两关的的元素名为虚构。每关都有时限内通关、取得所有原子、未损失水银等成就；玩家可以重复游玩关卡，逐个取得成就。玩家收集成就后便可解锁奖励关和挑战关。奖励关中，玩家开局的水银不足，需要不断收集水银瓶，以100%水银来完成关卡。挑战关中，玩家需要连续完成一组不同的目标，如限时通关、收集水银、获得指定量的收集物等。
《水銀Hg》支持在线排行榜、设定背景音乐、魔鬼竞赛、重播分享等功能。

## 开发与行销

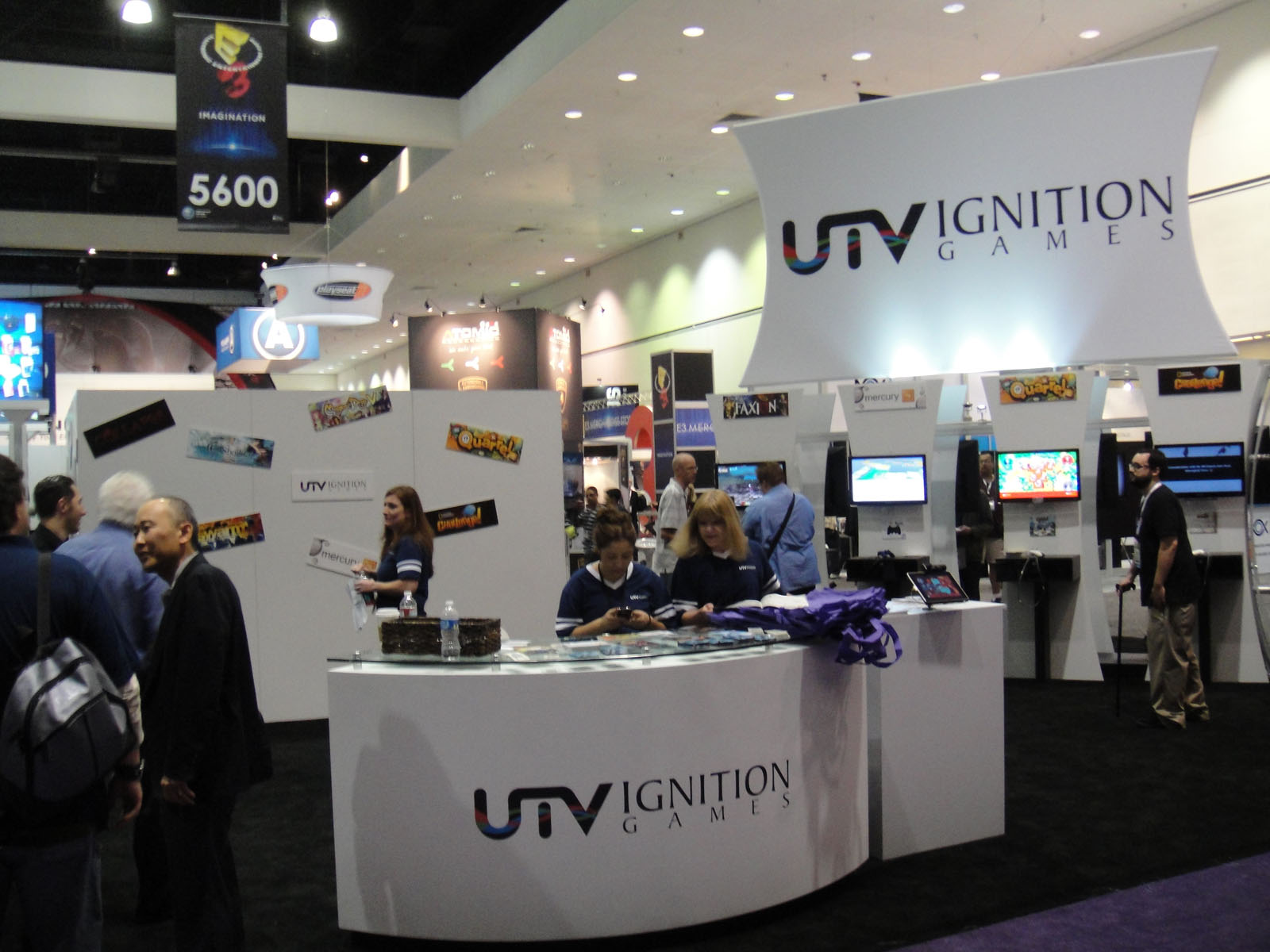
E3 2011展会上的TV Ignition Games展位

《水银Hg》由五人团队Eiconic Games开发，对应Xbox 360和PlayStation 3平台。游戏于2011年电子娱乐展（E3）上亮相。Dave Pollard同James Boulton共同担任制作人，并又同Simon Credland担任共同总监。Neal Jones和Graeme Monk担任设计师。音乐由独立艺术家Jilk和Sugar Jesus谱写。发行商UTV Ignition Games在Graeme Monk制作《水银》时就已经与他有接触；原团队Ignition Banbury解散后，UTV便接找到了Eiconic Games。UTV Ignition Games希望用现代化风格吸引新玩家，而Credland设计这一风格时借鉴传送门系列和反重力赛车系列。因新作登上PlayStation 3和Xbox 360平台，Eiconic Games得以让水银更加精确、物理表现更加逼真。游戏标题玩了「水银HD」的文字游戏。为避免玩家产生挫败感，Eiconic Games将每关的解决时间压在两分钟内。
2011年9月27日和28日，PlayStation 3版游戏分别在北美和欧洲区PlayStation Network上上架。Xbox 360版原定于透過Xbox Live Arcade管道，同PlayStation 3版全球发行，但因故延期至10月19日。遊戲有兩彈追加下載內容（DLC）。首彈下載內容「重元素」內含45個關卡，之中10個爲獎勵關卡、5個爲挑戰關卡。。该下载内容在北美与游戏本体同日发行，在欧洲市场则於10月19日發行。次彈下載內容「稀土元素」的關卡模式与前弹相同。其於2011年11月29日面向北美PlayStation 3版发布；次日面向歐洲PlayStation 3版和全球Xbox 360版開放。

## 评价
《水银Hg》获得好评。「IGN」称游戏有趣、惬意，值得反复游玩。「GamePro」认为作品的谜题吸引人，是有趣而愉快的消闲活动。“GameSpot”和《PlayStation官方杂志》对《水银Hg》的画面风格、设计和元素周期表设计表示青睐，并称游戏有特色、令人耳目一新。「Machinima」和「GamesRadar+」称赞了自选乐曲机能。《官方Xbox杂志》认为游戏会获竞速玩家青睐。「GameZone」认为水银的物理效果真实，分割动作像真正的液体一般。
媒体主要批评游戏难度简单、内容单纯。「GameSpot」和《官方Xbox杂志》皆不满本作砍掉了前作《水银融化》中的聚会游戏。「GamePro」亦对此表示失望，并称游戏更适合登上iOS。「GamesRadar+」批评游戏没有充分发挥控制水银这一机制，并称PlayStation 3版游戏中，DualShock 3手柄的感应感应控制不精准。「GameZone」亦对六轴感应控制表示批评，并称游戏应当加入关卡制作器。